# I tre moschettieri - D'Artagnan
I tre moschettieri - D'Artagnan (Les Trois Mousquetaires: D'Artagnan) è un film del 2023 diretto da Martin Bourboulon.
La pellicola è tratta dal celebre romanzo I tre moschettieri (1844) scritto da Alexandre Dumas; il romanzo è stato suddiviso in due film, D'Artagnan e Milady, che introdurranno per la prima volta il nuovo personaggio Hannibal, basato su Louis Anniaba, il primo moschettiere francese di colore.

## Trama
Francia, 1627. Il giovane guascone D'Artagnan aspira a diventare membro del corpo dei moschettieri al servizio del re di Francia Luigi XIII, il quale, debole e privo di eredi, è manovrato dal suo più potente ministro, il cardinale Richelieu, che aspira a dichiarare guerra all'Inghilterra ed ai ribelli protestanti di Le Rochelle, aiutato e sostenuto da Milady, intrigante spia al suo servizio. 
D'Artagnan, giunto a Parigi, si ritrova vittima di un attacco ai danni di una damigella in carrozza da parte delle guardie del cardinale, il leader delle quali ha un taglio alla fronte, e viene ferito da un colpo di pistola. Viene poi ordinato di dare una sepoltura a tutti i cadaveri e il giovane viene seppellito ancora vivo ma riesce a salvarsi. 
Successivamente si reca dal comandante dei Moschettieri, il capitano de Treville, a cui il padre, ex moschettiere, aveva scritto una lettera di presentazione. Tuttavia il capitano non fa altro che accettare D'Artagnan come cadetto. Intanto, D'Artagnan vede in lontananza il capitano delle guardie del cardinale che lo aveva ferito, Rochefort, l'uomo con lo sfregio e fine spadaccino; nell'inseguirlo, si imbatte nei moschettieri Athos, Porthos e Aramis, sfidando, pur senza volerlo, tutti e tre a duello. Mentre si stanno scontrando, tuttavia, vengono attaccati dalle numerose guardie del cardinale. Infatti i duelli sono stati severamente vietati. Tuttavia i quattro non si arrendono e sfidano i soldati, mettendoli in fuga ed uccidendo il loro comandante, Jussac. 
Convocati a palazzo, i quattro implorano il perdono del re che, pur ammonendoli, decide di non punirli. 
D'Artagnan intanto conosce Constance Bonacieux, damigella della regina francese, di cui il giovane si innamorerà. 
Il cardinale Richelieu, nel frattempo, idea un piano per far finire nei guai Athos, cercando di portare al più presto a termine il suo piano più importante: liberarsi dei moschettieri per poter far cadere in disgrazia la regina, di origine austriaca, ed arrivare finalmente alla guerra contro l'Inghilterra. 
Athos viene sorpreso dalle guardie (capitanate da Rochefort) a letto ubriaco con, accanto, una donna assassinata. Viene così giudicato colpevole e condannato alla decapitazione. 
Recatosi all'obitorio con Porthos e Aramis, D'Artagnan scopre che la donna assassinata è la stessa rimasta uccisa durante l'assalto alla carrozza. Dopo accurate indagini, riescono a risalire alla sua casata. D'Artagnan, dunque, si reca al palazzo della giovane contessa uccisa e trova al suo posto Milady: lei cerca di ucciderlo, lui riesce a scappare. 
Athos intanto si salva grazie all'aiuto del fratello, il Conte De La Fer, di religione protestante, che mira a rovesciare la monarchia cattolica e il potere di Richelieu per portare in Francia una repubblica protestante. Il Conte De La Fer porta il fratello nelle catacombe e gli spiega il suo piano: uccidere il re durante il matrimonio del duca di Orlean, fratello di Luigi.
La regina Anna, in segreto, ha una relazione col duca di Buckingham, un potente nobile inglese, con il quale si incontra segretamente non sospettando minimamente d'essere osservata a distanza con un binocolo da Villeneuve de Radis (Rochefort). I due amanti, dopo una breve cavalcata e scortati dai loro servitori, si recano in una Abbazia dell'Armorica. Tuttavia vengono scoperti dalle guardie di Richelieu che assaltano l'abbazia e cercano di uccidere i due, che però sono salvati dai moschettieri che riescono ad avere la meglio sui loro nemici. Buckingham e D'Artagnan riescono, dopo un feroce duello, ad infilzare ed uccidere (apparentemente) Rochefort. La regina fa promettere a Buckingham di non tornare mai più e come pegno gli regala la sua collana di diamanti. 
D'Artagnan dopo essere tornato a corte, racconta l'accaduto a Constance. Ma una spia sente tutto e informa immediatamente Richelieu che, a sua volta, fa arrivare la calunnia al re. Quest'ultimo, anche a causa delle voci che girano a Parigi, accusa la moglie di avere una storia d'amore con il re di Inghilterra e di avergli regalato la sua collana di diamanti che avrebbe dovuto indossare alle nozze del fratello del re. Lei smentisce e riesce, seppur mentendo, a ottenere la fiducia del marito, che tuttavia le ordina di indossare la collana al matrimonio di Guglielmo di Orlean. 
Diventa, quindi, necessario recuperare la collana dal duca di Buckingham. D'Artagnan, spronato da Constance, parte per la missione, pur senza l'aiuto di Porthos e Aramis a cui viene ordinato di non allontanarsi dal palazzo dei moschettieri, assieme ai loro commilitoni, con l'accusa di aver aiutato Athos a fuggire. 
Athos, invece, raggiunge D'Artagnan e con lui si intrufola nel castello di Buckingham dove è in corso un ballo mascherato. D'Artagnan riesce ad avvertire il duca, ma la collana è già stata rubata da Milady che aveva infatuato il duca. D'Artagnan insegue a cavallo Milady, costeggiando una scogliera. La raggiunge e le punta la spada alla gola, ordinandole di restituire i diamanti. La donna stranamente obbedisce e poi si getta in mare. 
D'Artagnan riesce a riportare la collana a corte dove l'aspetta Constance che dichiara il suo amore per lui. In questo modo la regina riesce a vincere la gelosia del Re, sotto gli occhi infuriati del cardinale. 
Durante la celebrazione delle nozze però i protestanti, vestiti da monaci, secondo il piano di De La Fer, cercano di uccidere il re: Athos, che in un primo momento voleva ritirarsi, ritorna in chiesa per smascherare i ribelli e per proteggere il re. I protestanti, dunque, vengono uccisi e i membri regali vengono portati in salvo. 
Tuttavia Luigi XIII ormai furioso ordina ai suoi ministri di preparare le truppe perché avrebbe dichiarato guerra ai protestanti. Così, dunque, il piano di Richelieu va a segno. 
Alla fine, il Re premia D’Artagnan nominandolo Moschettiere e Luogotenente dell'ordine, facendo avverare così il suo sogno. Inoltre, come ringraziamento concede la grazia ad Athos che viene reintegrato nei moschettieri. Intanto D'Artagnan, la sera stessa, dà appuntamento a Costance nella locanda da lei gestita, ma lei non arriva poiché, avendo sentito una conversazione segreta tra Richelieu e i suoi alleati, viene rapita. 
Scorgendo dalla locanda la sua amata in difficoltà, D'Artagnan si precipita in strada per prestarle aiuto, ma viene colpito e tramortito alle spalle dal perfido Rochefort sopravvissuto al mortale duello nella cripta dell'Abbazia.
Nella scena dopo i titoli di coda, una rediviva Milady si incontra con il cardinale Richelieu e chiede la testa dei tre, ora quattro, moschettieri.

## Produzione
Il budget del film è stato di 72 milioni di euro.

## Promozione
Il primo trailer del film è stato diffuso il 5 dicembre 2022.

## Distribuzione
Il film è stato distribuito nelle sale cinematografiche italiane a partire dal 6 aprile 2023.

## Riconoscimenti
- 2024 - Premio César[4][5]
  - Migliore scenografia a Stéphane Taillasson
  - Candidatura per la migliore musica da film a Guillaume Roussel
  - Candidatura per il miglior sonoro a David Rit, Gwennole le Borgne, Oliver Touche, Cyril Holtz e Niels Barletta
  - Candidatura per la migliore fotografia a Nicolas Bolduc
  - Candidatura per i migliori costumi a Thierry Delettre
  - Candidatura per i migliori effetti visivi a Olivier Cauwet

## Sequel
Il sequel, I tre moschettieri - Milady (Les Trois Mousquetaires: Milady), è stato girato consequenzialmente al primo capitolo, ed è stato distribuito in Francia dal 13 dicembre 2023.